# Ganganabudihal, Badami
Ganganabudihal là một làng thuộc tehsil Badami, huyện Bagalkot, bang Karnataka, Ấn Độ.